# Noordzee Helikopters Vlaanderen
Die NHV Group (Noordzee Helikopters Vlaanderen, deutsch: Nordsee-Hubschrauber Flandern) ist eine zivile Fluggesellschaft mit Sitz in Ostende, Belgien.

## Dienstleistungen
Mit ihren über 600 Mitarbeitern hat sich die NHV Group auf Business-to-Business-Hubschrauberdienste spezialisiert, insbesondere zur Unterstützung der energieerzeugenden Industrie. So versorgt sie zum Beispiel Bohrplattformen und weitere Offshorebauwerke in der Nordsee oder transportiert Bauteile zu Windkraftanlagen. Nach eigenen Angaben ist die NHV Group der einzige Hubschrauberdienstleister, der in allen Öl und Gas produzierenden Ländern der Nordseeregion vertreten ist. Ebenso ist die NHV in Westafrika präsent.

### SAR-Dienst
Die NHV Group betreibt den SAR-Dienst im Auftrag der Niederländischen Regierung.
| Rufname   | Stadt      | Provinz | Betreiber                             | Stationierungsort                     | Lage               | Internet   | Bemerkung |
| --------- | ---------- | ------- | ------------------------------------- | ------------------------------------- | ------------------ | ---------- | --- |
| Rescue 08 | Den Helder | NH      | Noordzee Helikopters Vlaanderen (NHV) | Flughafen Den Helder                  | 52.921799 4.783992 | Datenblatt | 2 RTH am Standort (bei 2 parallelen Einsätzen dann auch "Rescue 09"), auch als "Coastguard patrol" (Rufname: Coastguard 08 bzw. 09) tätig, sonst SAR und Medevac auf der Nordsee und Watteninseln, seit Juli 2011 tätig für SAR-Nachteinsätze |
| Rescue 09 | Den Helder | NH      | Noordzee Helikopters Vlaanderen (NHV) | Flughafen Den Helder                  | 52.921799 4.783992 | Datenblatt | 2 RTH am Standort (bei 2 parallelen Einsätzen dann auch "Rescue 09"), auch als "Coastguard patrol" (Rufname: Coastguard 08 bzw. 09) tätig, sonst SAR und Medevac auf der Nordsee und Watteninseln, seit Juli 2011 tätig für SAR-Nachteinsätze |
| Rescue 10 | Rotterdam  | ZH      | Noordzee Helikopters Vlaanderen (NHV) | Maasvlakte Heliport (Hafen Rotterdam) | 51.958808 4.089469 | Datenblatt | Auch als "Coastguard patrol" (Rufname: Coastguard 10) tätig, sonst SAR und Medevac auf der Nordsee, seit Juli 2011 tätig für SAR-Nachteinsätze                                                                                                |

## Flotte

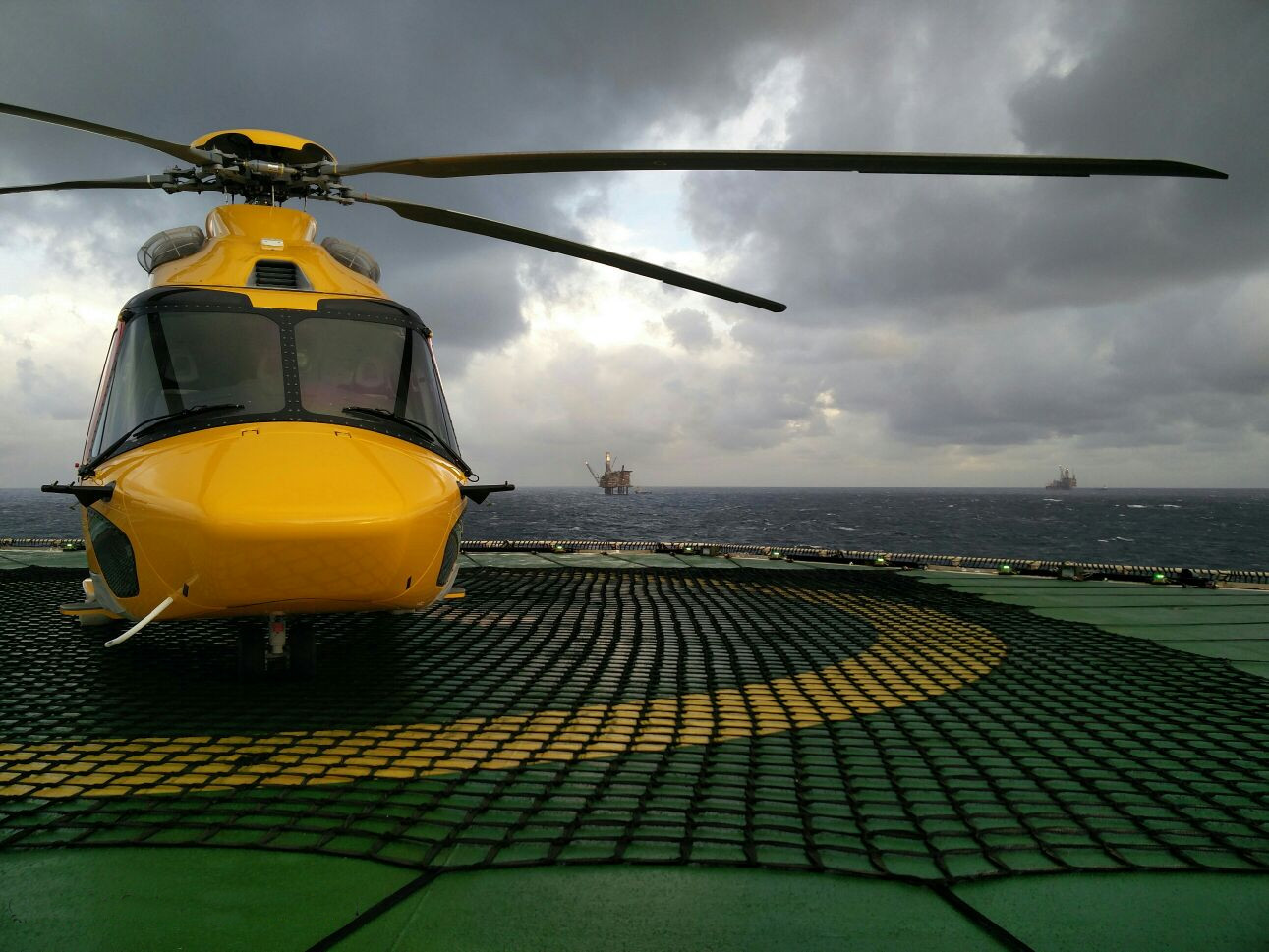
Ein H175 der NHV bei einem Einsatz auf einer Förderplattform

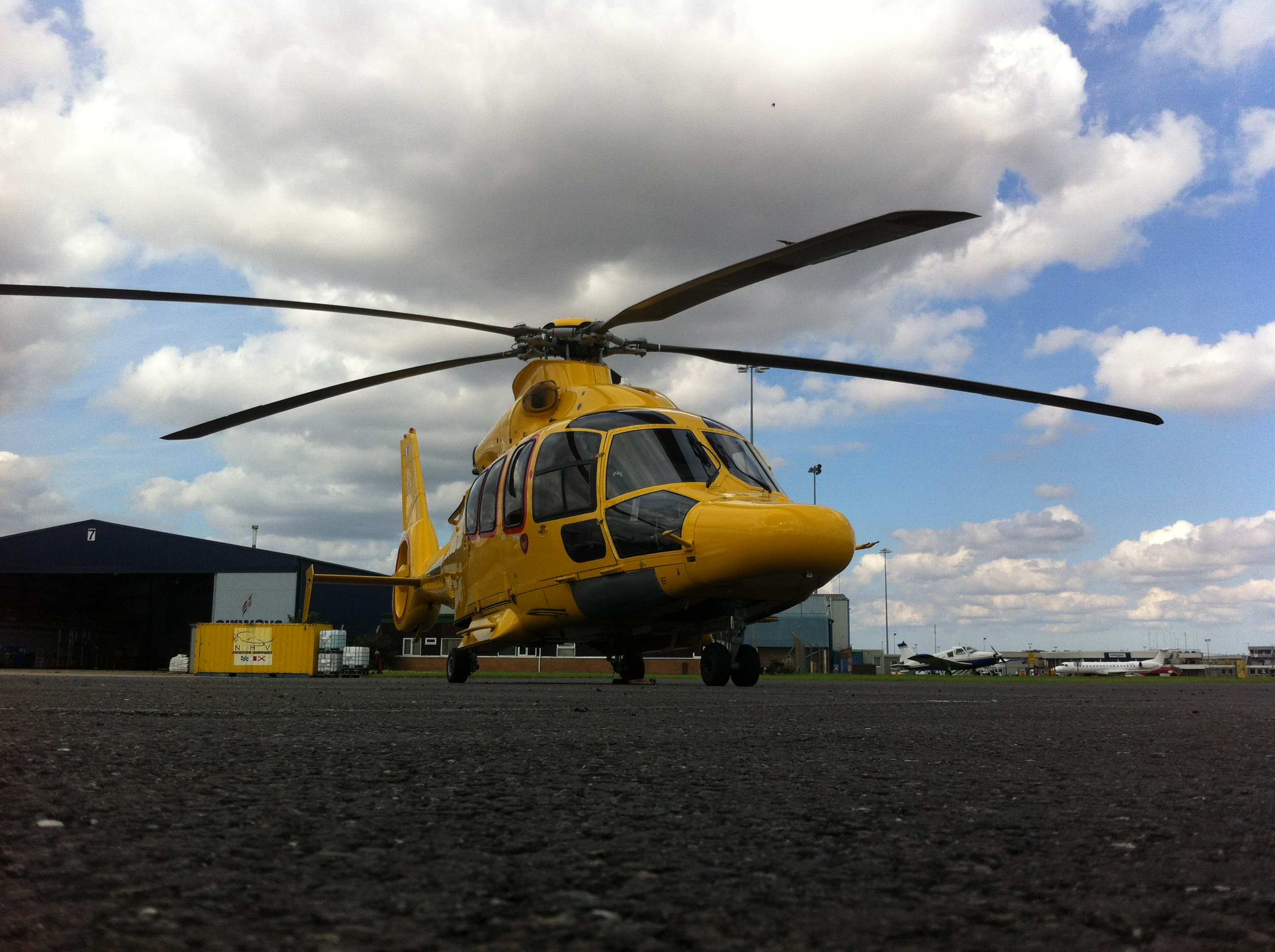
Ein EC155 auf dem Flughafen Humberside

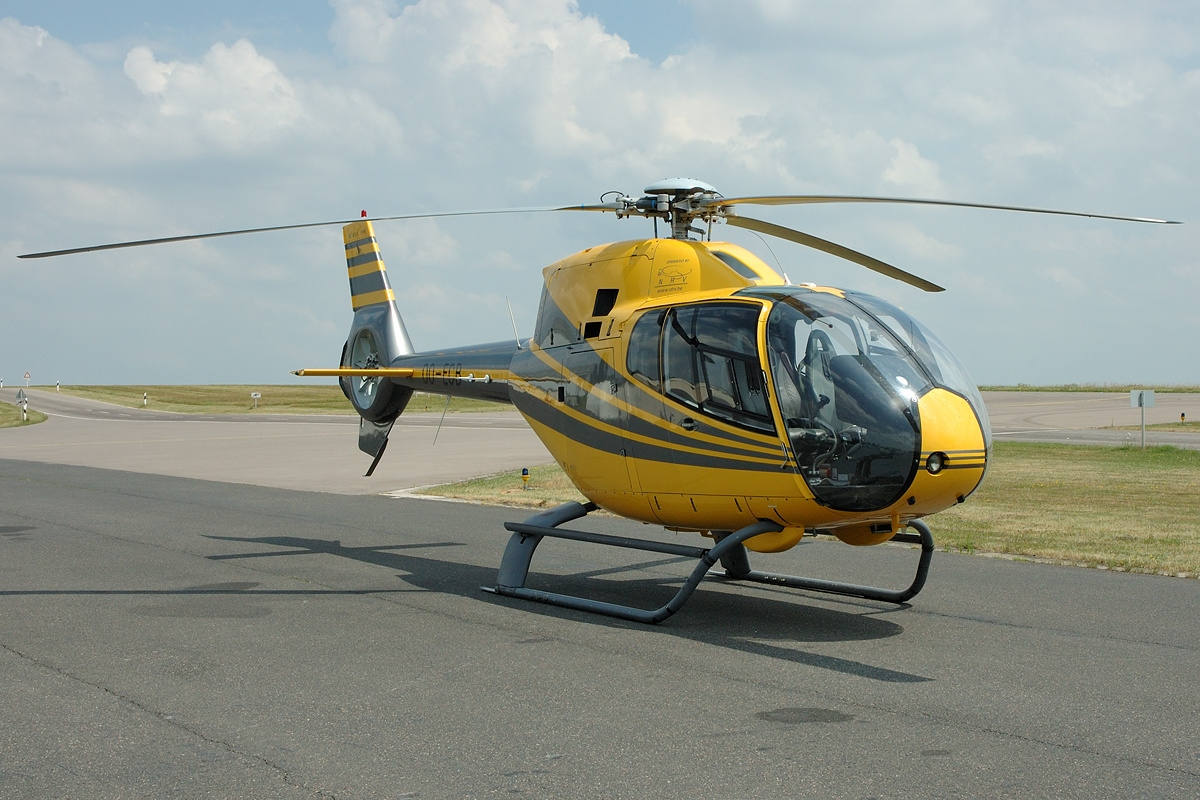
Ein H120B Colibri der NHV

Die NHV Group betreibt eine Flotte aus mehr als 60 Hubschraubern der Hersteller Airbus Helicopters, MD Helicopters und Leonardo S.p.A. Das Durchschnittsalter der Offshore-Hubschrauber-Flotte beträgt 9 Jahre.
Im Jahr 2014 war die NHV Group der weltweite Erstkunde für die H175 von Airbus Helicopters. Die ersten beiden H175 waren Ende Dezember 2014 für Öl- und Gaseinsätze in Den Helder, Niederlande, einsatzbereit. Im Jahr 2019 umfasste die NHV-Flotte bereits 11 H175 und erreichte mit ihren H175 die Marke von über 30.000 Flugstunden.
- Airbus Helicopters H175
- Airbus Helicopters H145 D2/D3
- Airbus Helicopters AS365N2 / N3
- Airbus Helicopters EC145
- Airbus Helicopters AS350 B2 / B3
- Airbus Helicopters H120
- Leonardo Helicopters AW169
- Leonardo Helicopters AW139
- MD Explorer 902